# Migori (hạt)
Hạt Migori là một hạt thuộc tỉnh Nyanza ở Kenya. Theo điều tra dân số ngày 24 tháng 8 năm 1999, hạt này có dân số 514897 người. Hạt Migori có diện tích 2005 km². Hạt lỵ đóng tại Migori.